# 杉田真衣
杉田 真衣（すぎた まい、1976年 - ）は、日本の教育学者。東京都立大学人文社会学部人間社会学科教育学教室准教授。教育学、ジェンダー、セクシュアリティと教育などを研究する。

## 経歴
東京都出身。
1999年3月、東京都立大学 (1949-2011)人文学部 心理・教育学科教育学専攻を卒業後、2002年3月東京都立大学 (1949-2011)大学院人文科学研究科教育学専攻修士課程を修了（修士（教育学））。2009年東京都立大学大学院人文科学研究科教育学専攻博士課程単位取得退学。
2005年から2008年まで、都留文科大学非常勤講師。2011年から2016年まで金沢医科大学看護学部非常勤講師を務めた後、2008年から2011年まで金沢大学人間社会学域学校教育学類 准教授。2016年10月より首都大学東京都市教養学部人文・社会系 准教授。

## 人物
所属学会は日本教育学会、日本教育社会学会、日本生活指導学会。研究テーマはノンエリート若年女性の学校体験と労働・生活、セクシュアルマイノリティの学校体験と労働・生活、青年論。著書『高卒女性の12年』は4人の高卒女性の10代後半から30歳までのライフヒストリ―を丹念に追い、高校卒業後12年間の労働と生活の移り変わりから、現代の職業現場の抑圧性が就労の安定的な継続を阻む要因となっていることを指摘した。

格差社会や貧困に関する講演も多く、2016年6月3日、NPO法人京都自由大学でノンエリートの若物の12年間の軌跡を語り、不安定社会の現状に警鐘を鳴らした。2017年2月19日、日本学童保育士協会神奈川支部総会において、「格差社会と子どもの貧困」(～働くこと・生きること・大人になること～)のテーマで記念講演を行った。
また2014年10月には、公益財団法人男女共同参画センターの依頼により「日本の女の子と貧困」を考える10冊の推薦本を選定した。

## 著書
- 『高卒女性の12年　不安定な労働、ゆるやかなつながり』大月書店、2008年
- （共著）『高卒5年　どう生き、これからどう生きるのか　若者たちが今〈大人になる〉とは』大月書店、2013年

## 論文
- 「セクシュアルマイノリティの子どもと学校」生活指導、2014年
- 「生活指導研究は親密な関係をどう論じてきたか」生活指導研究、2013年
- 「高卒女性たちの労働と生活を追って」女性学、2017年
- 「高卒女性たちのいま」季刊セクシュアリティ、2017年